# Vootele Hansen

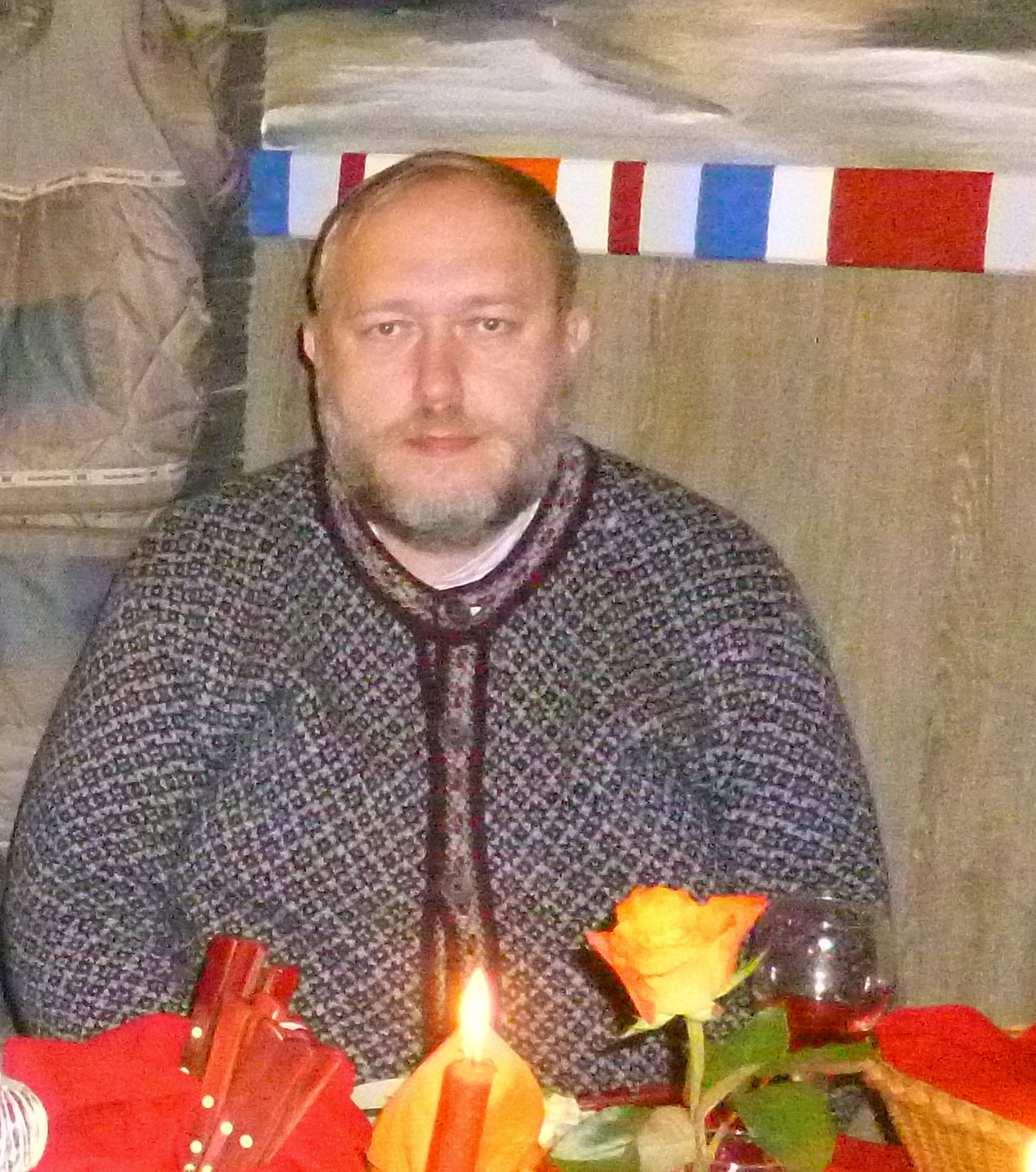
Vootele Hansen (2014)

Vootele Hansen (* 19. Januar 1962 in Tallinn) ist ein estnischer Politiker und Geograf.
Von November 1994 bis April 1995 war Hansen Umweltminister der Republik Estland in der Regierung von Ministerpräsident Andres Tarand.

## Leben und Politik
Vootele Hansen schloss 1980 die Schule in seiner Heimatstadt Tallinn ab. Bis 1985 studierte er Geografie an der Staatlichen Universität Tartu. Von 1985 bis 1990 arbeitete er an der Ostsee-Abteilung des Instituts für angewandte Geografie in Moskau und von 1990 bis 1992 an der Technischen Universität Tallinn. Seit 1994 gehört er dem Verein Studierender Esten (Eesti Üliõpilaste Selts) an.
Hansen war Mitbegründer der Estnischen Christlich-Demokratischen Union (Eesti Kristlik Demokraatliku Liit). Bei der Parlamentswahl 1992, der ersten vollständig demokratischen Wahl nach Wiedererlangung der estnischen Unabhängigkeit von der Sowjetunion, wurde Hansen mit dem Parteienbündnis Nationale Koalitionspartei „Vaterland“ (Rahvuslik Koonderakond „Isamaa“) erstmals als Abgeordneter in das estnische Parlament (Riigikogu) gewählt. Hansen gehörte dem Riigikogu in insgesamt drei Legislaturperioden an. Als Abspaltung von Isamaa war Hansen von 1995 bis 1998 Mitglied der damaligen Volkspartei der Republikaner und Konservativen (Vabariiklaste ja Konservatiivide Rahvaerakond). 
Vom 8. November 1994 bis zum 17. April 1995 war Hansen estnischer Umweltminister in der kurzlebigen Regierung von Ministerpräsident Andres Tarand.
Von 1998 bis 2015 war Hansen Mitglied der Sozialdemokratischen Partei Estlands (SDE). 2003 schied Hansen als Abgeordneter des estnischen Parlaments aus. 2000 schloss sich Hansen erneut der Partei Vaterland (Isamaa) an und kandidierte für die Partei bei Kommunalwahlen.
Nach seinem Ausscheiden aus der großen Politik arbeitete Hansen ab 2004 vornehmlich als Geografie- und Sozialkundelehrer an einem Tallinner Gymnasium. Von 2007 bis 2010 war er außerdem am estnischen Rechnungshof beschäftigt.
Seit Oktober 2012 ist Hansen Vorstandsvorsitzender des estnischen Menschenrechtsinstituts (Estonian Institute of Human Rights – EIHR). Daneben engagiert er sich prominent innerhalb der Estnischen Evangelisch-Lutherischen Kirche (EELK).

## Privatleben
Vootele Hansen ist mit Mailis Hansen verheiratet. Das Paar hat zwei Söhne.